# Соборы, памятники (памятные монеты, СССР)
Соборы и памятники — серия монет Госбанка СССР, посвящённая памятникам архитектуры, истории и культуры, находившимся на территории Советского Союза. Выпускались только в виде монет из медно-никелевого сплава номиналом 5 рублей.
Первая такая монета была выпущена в 1988, а последняя — 13 ноября 1991 года. За 4 года было выпущено 12 видов монет, из которых 6 посвящено памятникам и зданиям, 6 — соборам и святым местам.

## Памятники

### Монументы
| Год выпуска | Каталожный номер | Описание монеты | Описание монеты | Тираж шт. | Изображение монеты | Изображение монеты | И.    |
| Год выпуска | Каталожный номер | Аверс | Реверс | Тираж шт. | Аверс              | Реверс             | И.    |
| ----------- | ---------------- | --- | --- | --------- | ------------------ | ------------------ | ----- |
| 1988        | 3012-0002        | Дата чеканки «1988», номинал «5 РУБЛЕЙ» (слово размещено полукругом под цифрой); аббревиатуры названия страны-эмитента «СССР». В верхней области изделия высится герб Советского Союза из 15 витков. | Памятник Петру Первому в Ленинграде на фоне силуэта Петропавловской крепости. Под ним надпись «ЛЕНИНГРАД». Справа от памятника дата «1782». Вверху вдоль внешнего ободка монеты полукругом надпись «ПАМЯТНИК ПЕТРУ ПЕРВОМУ».                         | 1 675 000 |                    |                    | [ 3 ] |
| 1988        | 3012-0004        | Дата чеканки «1988», номинал «5 РУБЛЕЙ» (слово размещено полукругом под цифрой); аббревиатуры названия страны-эмитента «СССР». В верхней области изделия высится герб Советского Союза из 15 витков. | Памятник «Тысячелетие России» в Новгороде. Справа и слева от него линия деревьев и фонарей. Снизу надпись «НОВГОРОД». Над левой группой деревьев дата «1862». Вверху вдоль внешнего ободка монеты полукругом надпись "ПАМЯТНИК «ТЫСЯЧЕЛЕТИЕ РОССИИ». | 1 675 000 |                    |                    | [ 4 ] |
| 1991        | 3012-0013        | Дата чеканки «1991», номинал «5 РУБЛЕЙ» (слово размещено полукругом под цифрой); аббревиатуры названия страны-эмитента «СССР». В верхней области изделия высится герб Советского Союза из 15 витков. | Памятник Давиду Сасунскому. Под ним надпись «ЕРЕВАН». Слева от постамента дата «1959», а под ней декоративная виньетка. Вверху вдоль внешнего ободка монеты полукругом надпись «ПАМЯТНИК ДАВИДУ САСУНСКОМУ».                                         | 2 150 000 |                    |                    | [ 5 ] |

### Здания
| Год выпуска | Каталожный номер | Описание монеты | Описание монеты | Тираж шт. | Изображение монеты | Изображение монеты | И.    |
| Год выпуска | Каталожный номер | Аверс | Реверс | Тираж шт. | Аверс              | Реверс             | И.    |
| ----------- | ---------------- | --- | --- | --------- | ------------------ | ------------------ | ----- |
| 1990        | 3012-0008        | Герб СССР с 15 витками ленты, под ним буквы «СССР», ниже обозначение достоинства монеты цифра «5» и ниже слово «РУБЛЕЙ», внизу у канта год выпуска монеты «1990».                                                                               | Изображение панорамы Большого дворца с каскадом фонтанов. Под ней надпись «ПЕТРОДВОРЕЦ». в верхней части вдоль внешнего ободка монеты полукругом надпись «БОЛЬШОЙ ДВОРЕЦ», под ней дата в две строки — «XVIII-XIX в.в.», обрамлённая старинным узором.              | 2 600 000 |                    |                    | [ 6 ] |
| 1990        | 3012-0010        | Герб СССР из 15 витков. Под ним горизонтальная надпись «СССР». Ниже номинал «5 РУБЛЕЙ», написанный в две строки: в верхней строке цифра «5», в нижней — слово «РУБЛЕЙ», написанное по окружности. Под номиналом расположены цифры года чеканки. | Изображение Института древних рукописей в Ереване. Под ним древняя рукопись в виде свитка и надпись «ЕРЕВАН». Под надписью дата «1959». Под датой изображение птицы с мечом и щитом. В верхней части вдоль внешнего ободка монеты полукругом надпись «МАТЕНАДАРАН». | 2 600 000 |                    |                    | [ 7 ] |
| 1991        | 3012-0012        | Герб СССР с 15 витками ленты, под ним буквы «СССР», ниже обозначение достоинства монеты цифра «5» и ниже слово «РУБЛЕЙ», внизу у канта год выпуска монеты «1991».                                                                               | Изображение узорчатых ворот на фоне здания Государственного банка в городе Москве. Вверху вдоль внешнего ободка монеты полукругом надпись «ГОСУДАРСТВЕННЫЙ БАНКЪ». Внизу в две строки надпись «МОСКВА XIX в.»                                                       | 2 150 000 |                    |                    | [ 8 ] |

## Соборы и святые места
| Год выпуска | Каталожный номер | Описание монеты | Описание монеты | Тираж шт. | Изображение монеты | Изображение монеты | И.     |
| Год выпуска | Каталожный номер | Аверс | Реверс | Тираж шт. | Аверс              | Реверс             | И.     |
| ----------- | ---------------- | --- | --- | --------- | ------------------ | ------------------ | ------ |
| 1988        | 3012-0003        | Герб СССР с 15 витками ленты, под ним буквы «СССР», ниже обозначение достоинства монеты цифра «5» и ниже слово «РУБЛЕЙ», внизу у канта год выпуска монеты «1988».                                                                               | Панорама Софийского собора в Киеве и деревья. Под ними надпись «КИЕВ». Справа — «XI ВЕК». Вверху вдоль внешнего ободка монеты полукругом надпись «СОФИЙСКИЙ СОБОР».                                                                                   | 1 675 000 |                    |                    | [ 9 ]  |
| 1989        | 3012-0007        | Герб СССР с 15 витками ленты, под ним буквы «СССР», ниже обозначение достоинства монеты цифра «5» и ниже слово «РУБЛЕЙ», внизу у канта год выпуска монеты «1989».                                                                               | Изображение Благовещенского собора. Под ним декоративный узор. Ещё ниже надпись «МОСКВА». Вверху вдоль внешнего ободка монеты полукругом надпись «БЛАГОВЕЩЕНСКИЙ СОБОР». Справа от собора дата «1489». Под ней декоративная ветка.                    | 1 700 000 |                    |                    | [ 10 ] |
| 1989        | 3012-0006        | Герб СССР с 15 витками ленты, под ним буквы «СССР», ниже обозначение достоинства монеты цифра «5» и ниже слово «РУБЛЕЙ», внизу у канта год выпуска монеты «1989».                                                                               | Изображение архитектурного ансамбля Регистан. Под ним декоративная линия в виде спирали. Ещё ниже надпись «САМАРКАНД». Вверху вдоль внешнего ободка монеты полукругом надпись «РЕГИСТАН». Под ней полукругом даты «XV-XVII в.в.» и декоративный узор. | 1 700 000 |                    |                    | [ 11 ] |
| 1989        | 3012-0005        | Герб СССР с 15 витками ленты, под ним буквы «СССР», ниже обозначение достоинства монеты цифра «5» и ниже слово «РУБЛЕЙ», внизу у канта год выпуска монеты «1989».                                                                               | Изображение собора Покрова на рву на Красной площади в Москве. Под ним надпись «МОСКВА». Справа дата «1561». Вверху вдоль внешнего ободка монеты полукругом надпись «СОБОР ПОКРОВА НА РВУ».                                                           | 1 700 000 |                    |                    | [ 12 ] |
| 1990        | 3012-0009        | Герб СССР из 15 витков. Под ним горизонтальная надпись «СССР». Ниже номинал «5 РУБЛЕЙ», написанный в две строки: в верхней строке цифра «5», в нижней — слово «РУБЛЕЙ», написанное по окружности. Под номиналом расположены цифры года чеканки. | Изображение Успенского собора в Москве. Под рисунком узорная надпись «МОСКВА», слева от крайнего купола дата постройки собора — XV в. Вверху полукругом надпись «УСПЕНСКИЙ СОБОР».                                                                    | 2 600 000 |                    |                    | [ 13 ] |
| 1991        | 3012-0011        | Герб СССР с 15 витками ленты, под ним буквы «СССР», ниже обозначение достоинства монеты цифра «5» и ниже слово «РУБЛЕЙ», внизу у канта год выпуска монеты «1991».                                                                               | Изображение Архангельского собора в Москве. Под ним надпись «МОСКВА» и узорная ветвь. Справа от края монеты дата — 1508. Вверху полукругом надпись «АРХАНГЕЛЬСКИЙ СОБОР».                                                                             | 2 150 000 |                    |                    | [ 14 ] |